# Vice-amiral (Belgique)
Pour les articles homonymes, voir Vice amiral.
Vice-amiral (Vice-admiraal en néerlandais, Vizeadmiral en allemand) est un grade utilisé dans la marine militaire belge, appelée la Composante Marine. 

## Description
En Belgique, le grade de vice-amiral (Vice-admiraal en néerlandais, Vizeadmiral en allemand) est le troisième grade des officiers généraux de marine, au-dessus du grade d'amiral de division et en dessous du grade d'amiral. Il est le plus élevé détenu par un militaire en activité.
Il correspond au grade de vice-amiral d'escadre, dans la marine nationale française.
L'insigne du vice-amiral est constitué, sur la manche, d'un épais galon accompagné de deux galons simples ; et sur l'épaule, de trois étoiles d'argent sous une ancre couronnée.
L'équivalent, dans les composantes Terre et Air, est : Lieutenant général.
|        |  |       |     | ----     |
| Marine |  | Terre | Air | Médicale |

On s'adresse à un vice-amiral en disant Amiral. On s'adresse à un lieutenant général en disant Mon Général, ou Général si c'est une femme, "Mon" étant le diminutif de "Monsieur" .

### Militaire princier
Le prince Philippe de Belgique, était Lieutenant général toutes armes (Composantes Terre et Air) et Vice-Amiral depuis 2010 jusqu'à son accession au trône (21/07/2013),